# 21 Lutecija
21 Lutecija (mednarodno ime 21 Lutetia, latinsko Lutētia) je izredno velik asteroid tipa M v glavnem asteroidnem pasu. 

## Odkritje
Asteroid je odkril Hermann Mayer Salomon Goldschmidt (1802 – 1866) 15. novembra 1852. Odkritje je opravil kar z balkona svojega stanovanja v Parizu.
Ime izvira iz latinskega imena za Pariz.

## Lastnosti
Astetroid Lutecija spada me astroide tipa M, čeprav kaže nekatere nekovinske značilnosti na površini. Ima raven spekter pri nizkih frekvencah, podobnega ogljikovim hondritom in asteroidom tipa C. Ima tudi nizek radarski albedo, čeprav imajo kovinski asteroidi visokega (primer 16 Psiha). Na površini se kažejo hidratirane snovi ter veliko silikatov. Regolit je na asteroidu debelejši kot na večini asteroidov. Njegov albedo je 0,208. Za pot okrog Sonca potrebuje 3,80 let. Njegova tirnica je nagnjena proti ekliptiki za 3,064°. Orog svoje osi se zavrti v 8,165 urah. Analiza svetlobnih krivulj kaže, da pol asteroida kaže priti ekliptičnima koordiantama (β, λ) = (3°, 40°) ali (β, λ) = (3°, 220°) (10 % napaka).
To pomeni, da je njegova os vrtenja nagnjana za 85° ali 89° proti ekliptiki.

## Okultacije
Doslej so opazovali dve okultaciji asteroida Lutecija z zvezdami  (leta 1997 in 2003). 

## Raziskovanje
10. julija 2010 je mimo asteroida Lutecija letela sonda Rosetta, ki je avgusta 2014 dosegla komet Čurjumov-Gerasimenko . Sondo je pripravila in v vesolje poslala v letu 2004 Evropska vesoljska agencija (ESA). Asteroid Lutecija je bil prvi asteroid tipa M, ki ga je obiskala vesoljska sonda.